# Quadrate-Satz
Der Quadrate-Satz gibt in der Mathematik an, für welche natürlichen Zahlen {\displaystyle n} das Produkt zweier Summen von {\displaystyle n} quadrierten reellen Zahlen in eine Summe von ebenfalls {\displaystyle n} Quadraten von Zahlen zerfällt, die Bilinearformen von ersteren sind. Seit 1818 ist bekannt, dass dies für {\displaystyle n=1,2,4,8} möglich ist und der Kompositionssatz von Adolf Hurwitz aus dem Jahr 1898 besagt, dass dies auch die einzigen {\displaystyle n} sind. Die Normen {\displaystyle \|\cdot \|} der reellen und komplexen Zahlen, der Quaternionen und Oktonionen erfüllen die Relation {\displaystyle \|a\|\cdot \|b\|=\|ab\|}, woraus sich die bekannten Kompositionen konstruieren lassen. Als direkte Folgerung aus den Identitäten ergibt sich, dass die Menge der Summen von {\displaystyle n} Quadratzahlen in den genannten Fällen bezüglich der Multiplikation abgeschlossen ist.
Für {\displaystyle n=2} war er bereits Diophantos von Alexandria bekannt. Dass er für {\displaystyle n=3} nicht gilt, fand zuerst Adrien-Marie Legendre (in seinem Lehrbuch über Zahlentheorie). Den Fall {\displaystyle n=4} bewies Leonhard Euler 1748 in einem Brief an Goldbach. Der Fall {\displaystyle n=8} wurde von John T. Graves 1844 im Zusammenhang mit der Theorie der von ihm eingeführten Oktaven gefunden (und von Arthur Cayley 1845).

## Aussage
Nur für {\displaystyle n=1,2,4,8} gibt es Bilinearformen
{\displaystyle c_{i}=\sum _{j,k=1}^{n}\gamma _{ijk}a_{j}b_{k},\quad \gamma _{ijk}\in \mathbb {R} }
für {\displaystyle i=1,\ldots ,n}, so dass für alle reellen Zahlen {\displaystyle a_{1},\ldots ,a_{n},b_{1},\ldots ,b_{n}} gilt:
{\displaystyle \left(\sum _{j=1}^{n}a_{j}^{2}\right)\left(\sum _{k=1}^{n}b_{k}^{2}\right)=\sum _{i=1}^{n}c_{i}^{2}}

## Beweis
Nach dem Kompositionssatz von quadratischen Formen von Adolf Hurwitz ist für {\displaystyle n} bilineare Funktionen {\displaystyle z_{1},z_{2},\ldots ,z_{n}} der {\displaystyle 2n} unabhängigen reellen Variablen {\displaystyle x_{1},x_{2},\ldots ,x_{n}} und {\displaystyle y_{1},y_{2},\ldots ,y_{n}} die Gleichung
{\displaystyle (x_{1}^{2}+x_{2}^{2}+\cdots +x_{n}^{2})(y_{1}^{2}+y_{2}^{2}+\cdots +y_{n}^{2})=z_{1}^{2}+z_{2}^{2}+\cdots +z_{n}^{2}}
nur dann lösbar, wenn {\displaystyle n=1,2,4,8} ist. Andererseits waren schon zu Hurwitz’ Zeiten die unten aufgeführten Kompositionen für diese {\displaystyle n} bekannt, was den Beweis vervollständigt:

„Durch diesen Nachweis wird dann insbesondere auch die alte Streitfrage, ob sich die bekannten Produktformeln für Summen von 2, 4 und 8 Quadraten auf Summen von mehr als 8 Quadraten ausdehnen lassen, endgültig, und zwar in verneinendem Sinne entschieden.“

## Fall n = 1
Die Aussage für {\displaystyle n=1} lautet ausgeschrieben
{\displaystyle a^{2}b^{2}=(ab)^{2}}
was für alle {\displaystyle a,b\in \mathbb {R} } zutrifft.

## Brahmagupta-Identität
Bereits 628 n. Chr. hat der indische Mathematiker und Astronom Brahmagupta eine Identität bewiesen, die den Zwei-Quadrate-Satz
{\displaystyle {\begin{aligned}(a^{2}+b^{2})(u^{2}+v^{2})=&(au-bv)^{2}+(av+bu)^{2}\\=&(au+bv)^{2}+(av-bu)^{2}\end{aligned}}}
als Spezialfall enthält. Das lässt sich durch Ausmultiplizieren bestätigen, ergibt sich jedoch auch aus der Relation {\displaystyle |z|^{2}|w|^{2}=|zw|^{2}}  für komplexe Zahlen {\displaystyle z=a+\mathrm {i} b,w=u+\mathrm {i} v} und der imaginären Einheit {\displaystyle \mathrm {i} }, das heißt {\displaystyle \mathrm {i} ^{2}=-1}
Bei genauem Hinsehen kommt die Formel für den Fall {\displaystyle n=1} in jedem Quadranten vor:
{\displaystyle a^{2}u^{2}=(au)^{2},\;a^{2}v^{2}=(av)^{2},\;b^{2}u^{2}=(bu)^{2},\;b^{2}v^{2}=(bv)^{2}.}
Diese Auffälligkeit wird in den folgenden Fällen in ähnlicher Weise angetroffen.

## Eulerscher Vier-Quadrate Satz
Leonhard Euler hat 1748 die Relation
{\displaystyle {\begin{array}{c}[(a_{1}^{2}+a_{2}^{2})+(a_{3}^{2}+a_{4}^{2})][(b_{1}^{2}+b_{2}^{2})+(b_{3}^{2}+b_{4}^{2})]=\\\left[(a_{1}b_{1}-a_{2}b_{2})+(-a_{3}b_{3}-a_{4}b_{4})\right]^{2}\\+[(a_{1}b_{2}+a_{2}b_{1})+(a_{3}b_{4}-a_{4}b_{3})]^{2}\\+[(a_{1}b_{3}-a_{2}b_{4})+(a_{3}b_{1}+a_{4}b_{2})]^{2}\\+[(a_{1}b_{4}+a_{2}b_{3})+(-a_{3}b_{2}+a_{4}b_{1})]^{2}\end{array}}}
entdeckt, die auch als allgemeiner Vier-Quadrate-Satz bekannt ist. Er ergibt sich heute aus der Produktregel für die Normen von Quaternionen {\displaystyle \|a\|\|b\|=\|ab\|}, siehe den Vier-Quadrate-Satz von Lagrange, den Joseph Louis Lagrange 1770 aus Eulers Relation herleitete.
Wie angekündigt erscheint hier für jeden Quadranten der Satz für {\displaystyle n=2}, beispielsweise
{\displaystyle (a_{3}^{2}+a_{4}^{2})(b_{1}^{2}+b_{2}^{2})=(a_{3}b_{1}+a_{4}b_{2})^{2}+(-a_{3}b_{2}+a_{4}b_{1})^{2}}

## Degens Acht-Quadrate Satz
Degens Acht-Quadrate Satz zeigt, dass das Produkt von zwei Zahlen, die eine Summe von acht Quadraten sind, selbst Summe von acht Quadraten sind:
{\displaystyle {\begin{array}{c}(a_{1}^{2}+a_{2}^{2}+a_{3}^{2}+a_{4}^{2}+a_{5}^{2}+a_{6}^{2}+a_{7}^{2}+a_{8}^{2})(b_{1}^{2}+b_{2}^{2}+b_{3}^{2}+b_{4}^{2}+b_{5}^{2}+b_{6}^{2}+b_{7}^{2}+b_{8}^{2})=\\(a_{1}b_{1}-a_{2}b_{2}-a_{3}b_{3}-a_{4}b_{4}-a_{5}b_{5}-a_{6}b_{6}-a_{7}b_{7}-a_{8}b_{8})^{2}+\\(a_{1}b_{2}+a_{2}b_{1}+a_{3}b_{4}-a_{4}b_{3}+a_{5}b_{6}-a_{6}b_{5}-a_{7}b_{8}+a_{8}b_{7})^{2}+\\(a_{1}b_{3}-a_{2}b_{4}+a_{3}b_{1}+a_{4}b_{2}+a_{5}b_{7}+a_{6}b_{8}-a_{7}b_{5}-a_{8}b_{6})^{2}+\\(a_{1}b_{4}+a_{2}b_{3}-a_{3}b_{2}+a_{4}b_{1}+a_{5}b_{8}-a_{6}b_{7}+a_{7}b_{6}-a_{8}b_{5})^{2}+\\(a_{1}b_{5}-a_{2}b_{6}-a_{3}b_{7}-a_{4}b_{8}+a_{5}b_{1}+a_{6}b_{2}+a_{7}b_{3}+a_{8}b_{4})^{2}+\\(a_{1}b_{6}+a_{2}b_{5}-a_{3}b_{8}+a_{4}b_{7}-a_{5}b_{2}+a_{6}b_{1}-a_{7}b_{4}+a_{8}b_{3})^{2}+\\(a_{1}b_{7}+a_{2}b_{8}+a_{3}b_{5}-a_{4}b_{6}-a_{5}b_{3}+a_{6}b_{4}+a_{7}b_{1}-a_{8}b_{2})^{2}+\\(a_{1}b_{8}-a_{2}b_{7}+a_{3}b_{6}+a_{4}b_{5}-a_{5}b_{4}-a_{6}b_{3}+a_{7}b_{2}+a_{8}b_{1})^{2}\end{array}}}
Diese Relation wurde 1818 von Carl Ferdinand Degen gefunden, der allerdings irrtümlich meinte, sie auf 2m Quadrate verallgemeinern zu können, woran auch John Thomas Graves (1843) glaubte. Letzterer und Arthur Cayley (1845) leiteten voneinander und von Degen unabhängig die Relation aus den Oktonionen her. Bei denen gilt – wie bei den Quaternionen – ‖a‖ ‖b‖ = ‖ab‖, woraus obige Relation durch Ausrechnen folgt.
In dieser Gleichung repräsentiert jeder Quadrant eine Version von Eulers Vier-Quadrate-Satz, beispielsweise
{\displaystyle {\begin{array}{c}(a_{1}^{2}+a_{2}^{2}+a_{3}^{2}+a_{4}^{2})(b_{1}^{2}+b_{2}^{2}+b_{3}^{2}+b_{4}^{2})=\\(a_{1}b_{1}-a_{2}b_{2}-a_{3}b_{3}-a_{4}b_{4})^{2}+\\(a_{1}b_{2}+a_{2}b_{1}+a_{3}b_{4}-a_{4}b_{3})^{2}+\\(a_{1}b_{3}-a_{2}b_{4}+a_{3}b_{1}+a_{4}b_{2})^{2}+\\(a_{1}b_{4}+a_{2}b_{3}-a_{3}b_{2}+a_{4}b_{1})^{2}\end{array}}}